# 라 템페스타드
《라 템페스타드》(스페인어: La tempestad)은 2013년 방영된 멕시코의 텔레노벨라이다.